# Querschnittsorientierung
Man spricht von Querschnittsorientierung, wenn bei Planvorhaben die Aspekte unterschiedlichster Gruppen berücksichtigt und gleichberechtigt behandelt werden. Sie steht im Gegensatz zur hierarchischen Planung. 
Besonders wichtig geworden ist die Querschnittsorientierung in den letzten Jahren bei der Regionalplanung, der Stadtplanung, der Stadtteilplanung oder der Verkehrsplanung. Die Einbeziehung aller, also sowohl die vom jeweiligen Planvorhaben Betroffenen als auch die Planungsbeteiligten (etwa Architekten, Bauingenieure), soll eine nachhaltige Entwicklung möglich machen. Die Querschnittsorientierung ist ein wichtiger Grundsatz der Agenda 21.